# II. DDR-Liga 1957
Die II. DDR-Liga 1957 war die dritte Spielzeit der 1955 gegründeten II. DDR-Liga. Sie war nach der DDR-Oberliga und der DDR-Liga die dritthöchste Spielklasse im Ligasystem auf dem Gebiet des Deutschen Sportausschusses (DS).
Die SG Dynamo Eisleben im Norden und die BSG Motor Bautzen im Süden wurden Staffelsieger und stiegen in die DDR-Liga auf.
In die untergeordnete Bezirksliga stiegen direkt die SG Dynamo Schwerin (Norden) und die BSG Aufbau Südwest Leipzig (Süden) ab. Dritte Absteiger, war nach den verlorenen Entscheidungsspielen, die BSG Aufbau Großräschen.
Da die II. DDR-Liga zum Folgejahr auf fünf Staffeln aufgestockt wurde, stiegen 45 Mannschaften aus der Bezirksliga auf.

## Modus
Gespielt wurde nach sowjetischem Vorbild (Spielbetrieb dem Kalenderjahr angeglichen) in zwei Staffeln zu je 14 Mannschaften (regionale Gesichtspunkte). In einer Doppelrunde mit Hin- und Rückspiel wurden die Aufsteiger zur DDR-Liga und die Absteiger in die Bezirksliga ermittelt.

## Staffel Nord

### Abschlusstabelle
| Pl. | Mannschaft                       | Sp. | S  | U | N  | Tore    | Diff. | Punkte |
| --- | -------------------------------- | --- | -- | - | -- | ------- | ----- | ------ |
| 1.  | SG Dynamo Eisleben               | 26  | 17 | 5 | 4  | 060:310 | +29   | 39:13  |
| 2.  | BSG Motor Warnowwerft Warnemünde | 26  | 16 | 6 | 4  | 052:250 | +27   | 38:14  |
| 3.  | BSG Motor Süd Brandenburg        | 26  | 15 | 5 | 6  | 069:330 | +36   | 35:17  |
| 4.  | BSG Stahl Thale                  | 26  | 15 | 5 | 6  | 064:420 | +22   | 35:17  |
| 5.  | TSC Oberschöneweide              | 26  | 14 | 5 | 7  | 045:370 | +8    | 33:19  |
| 6.  | SG Dynamo Hohenschönhausen (N)   | 26  | 11 | 7 | 8  | 048:360 | +12   | 29:23  |
| 7.  | BSG Einheit Greifswald           | 26  | 12 | 4 | 10 | 050:520 | −2    | 28:24  |
| 8.  | BSG Motor Hennigsdorf (N)        | 26  | 10 | 2 | 14 | 058:530 | +5    | 22:30  |
| 9.  | ASK Vorwärts Cottbus             | 26  | 8  | 5 | 13 | 048:630 | −15   | 21:31  |
| 10. | BSG Fortschritt Neustadt-Glewe   | 26  | 6  | 6 | 14 | 041:480 | −7    | 18:34  |
| 11. | BSG Chemie Greppin               | 26  | 7  | 4 | 15 | 041:610 | −20   | 18:34  |
| 12. | BSG Motor Wismar                 | 26  | 8  | 2 | 16 | 033:530 | −20   | 18:34  |
| 13. | BSG Aufbau Großräschen (A)       | 26  | 6  | 4 | 16 | 028:730 | −45   | 16:36  |
| 14. | SG Dynamo Schwerin               | 26  | 5  | 4 | 17 | 037:670 | −30   | 14:38  |

| (A) Absteiger aus der DDR-Liga 1956     |
| (N) Aufsteiger aus der Bezirksliga 1956 |

Namensänderung vor und während der Saison
- SC Motor Berlin → TSC Oberschöneweide
- SC Dynamo Berlin 1b → SG Dynamo Hohenschönhausen
- SK Vorwärts Cottbus → ASK Vorwärts Cottbus

### Kreuztabelle
Die Kreuztabelle stellt die Ergebnisse aller Spiele dieser Saison dar. Die Heimmannschaft ist in der linken Spalte aufgelistet und die Gastmannschaft in der obersten Reihe.
| Staffel Nord 24. März 1957 – 23. November 1957 | Staffel Nord 24. März 1957 – 23. November 1957 | SG Dynamo Eisleben | BSG Motor WW Warnemünde | BSG Motor Süd Brandenburg | BSG Stahl Thale | TSC Oberschöneweide | SG Dynamo Hohenschönhausen | BSG Einheit Greifswald | BSG Motor Hennigsdorf | ASK Vorwärts Cottbus | BSG Fortschritt Neustadt-Glewe | BSG Chemie Greppin | BSG Motor Wismar | BSG Aufbau Großräschen | SG Dynamo Schwerin |
| ---------------------------------------------- | ---------------------------------------------- | ------------------ | ----------------------- | ------------------------- | --------------- | ------------------- | -------------------------- | ---------------------- | --------------------- | -------------------- | ------------------------------ | ------------------ | ---------------- | ---------------------- | ------------------ |
| 01.                                            | SG Dynamo Eisleben                             |                    | 3:3                     | 2:1                       | 1:1             | 1:2                 | 6:0                        | 0:0                    | 5:2                   | 3:2                  | 4:1                            | 5:2                | 4:1              | 1:0                    | 1:0                |
| 02.                                            | BSG Motor Warnowwerft Warnemünde               | 1:2                |                         | 4:1                       | 0:0             | 2:0                 | 3:1                        | 2:4                    | 2:1                   | 3:0                  | 3:0                            | 0:1                | 4:1              | 2:0                    | 6:1                |
| 03.                                            | BSG Motor Süd Brandenburg                      | 2:1                | 0:1                     |                           | 6:2             | 1:1                 | 1:1                        | 5:2                    | 2:1                   | 4:2                  | 2:1                            | 7:1                | 1:1              | 9:0                    | 2:2                |
| 04.                                            | BSG Stahl Thale                                | 5:3                | 1:0                     | 1:0                       |                 | 4:0                 | 2:1                        | 4:1                    | 3:2                   | 2:5                  | 1:0                            | 2:2                | 2:1              | 8:0                    | 2:0                |
| 05.                                            | TSC Oberschöneweide                            | 2:1                | 1:1                     | 2:1                       | 3:3             |                     | 1:1                        | 0:2                    | 1:4                   | 2:0                  | 2:0                            | 3:3                | 3:0              | 4:0                    | 1:0                |
| 06.                                            | SG Dynamo Hohenschönhausen                     | 1:1                | 1:1                     | 0:2                       | 3:1             | 2:0                 |                            | 2:2                    | 1:2                   | 2:1                  | 1:1                            | 4:0                | 4:1              | 4:1                    | 6:1                |
| 07.                                            | BSG Einheit Greifswald                         | 0:2                | 0:1                     | 1:0                       | 1:0             | 1:2                 | 1:1                        |                        | 3:1                   | 3:1                  | 4:0                            | 5:1                | 1:0              | 1:1                    | 2:1                |
| 08.                                            | BSG Motor Hennigsdorf                          | 0:0                | 1:2                     | 1:4                       | 2:4             | 1:2                 | 1:2                        | 5:2                    |                       | 1:2                  | 6:0                            | 5:3                | 3:1              | 2:2                    | 1:3                |
| 09.                                            | ASK Vorwärts Cottbus                           | 1:3                | 2:4                     | 1:4                       | 3:9             | 2:1                 | 0:4                        | 5:1                    | 3:2                   |                      | 0:0                            | 1:1                | 3:0              | 1:1                    | 2:2                |
| 10.                                            | BSG Fortschritt Neustadt-Glewe                 | 1:3                | 1:1                     | 1:2                       | 1:2             | 1:3                 | 0:2                        | 12:3                   | 0:1                   | 1:1                  |                                | 1:1                | 1:0              | 2:0                    | 2:0                |
| 11.                                            | BSG Chemie Greppin                             | 1:2                | 3:4                     | 1:3                       | 1:2             | 1:2                 | 3:0                        | 3:0                    | 0:2                   | 1:3                  | 0:4                            |                    | 2:0              | 6:0                    | 3:0                |
| 12.                                            | BSG Motor Wismar                               | 1:2                | 0:1                     | 0:4                       | 1:1             | 3:2                 | 2:0                        | 3:1                    | 1:5                   | 4:2                  | 3:0                            | 2:0                |                  | 3:1                    | 2:1                |
| 13.                                            | BSG Aufbau Großräschen                         | 1:2                | 0:1                     | 1:1                       | 3:1             | 0:1                 | 2:0                        | 0:4                    | 3:2                   | 3:1                  | 1:8                            | 0:1                | 2:1              |                        | 3:2                |
| 14.                                            | SG Dynamo Schwerin                             | 0:2                | 0:0                     | 2:4                       | 2:1             | 2:4                 | 0:4                        | 0:5                    | 2:4                   | 2:4                  | 2:2                            | 4:0                | 3:1              | 5:3                    |                    |

### Torschützenliste
|    | Spieler           | Mannschaft                 | Tore |
| -- | ----------------- | -------------------------- | ---- |
| 1. | Heinz Wrobel      | SG Dynamo Hohenschönhausen | 19   |
| 2. | Werner Oberländer | BSG Stahl Thale            | 17   |
| 3. | Rudolf Gebhardt   | SG Dynamo Eisleben         | 16   |

### Zuschauer
In 179 Spielen kamen 379.600 Zuschauer (ø 2.121 pro Spiel) in die Stadien. (1)
Größte Zuschauerkulisse
7.500 BSG Motor Süd Brandenburg – BSG Einheit Greifswald (20. Spieltag)
7.500 BSG Motor Süd Brandenburg – SG Dynamo Schwerin (21. Spieltag)
Niedrigste Zuschauerkulisse
0.150 SG Dynamo Hohenschönhausen – ASK Vorwärts Cottbus (20. Spieltag)
| Mannschaft                       | Gesamt | {\displaystyle \varnothing } | Heim   | {\displaystyle \varnothing } | Ausw.  | {\displaystyle \varnothing } |
| -------------------------------- | ------ | ---------------------------- | ------ | ---------------------------- | ------ | ---------------------------- |
| SG Dynamo Eisleben               | 76.050 | 2.925                        | 44.800 | 3.446                        | 31.250 | 2.404                        |
| BSG Motor Warnowwerft Warnemünde | 53.000 | 2.038                        | 26.300 | 2.023                        | 26.700 | 2.054                        |
| BSG Motor Süd Brandenburg        | 90.700 | 3.488                        | 64.500 | 4.962                        | 26.200 | 2.015                        |
| BSG Stahl Thale                  | 53.350 | 2.052                        | 23.500 | 1.808                        | 29.850 | 2.296                        |
| TSC Oberschöneweide              | 47.800 | 1.838                        | 18.600 | 1.431                        | 29.200 | 2.246                        |
| SG Dynamo Hohenschönhausen       | 36.950 | 1.540                        | 08.650 | 0.721                        | 28.300 | 2.385                        |
| BSG Einheit Greifswald           | 72.750 | 2.798                        | 41.200 | 3.169                        | 31.550 | 2.427                        |
| BSG Motor Hennigsdorf            | 47.750 | 1.837                        | 21.650 | 1.665                        | 26.100 | 2.008                        |
| ASK Vorwärts Cottbus             | 37.600 | 1.567                        | 15.400 | 1.283                        | 22.200 | 1.850                        |
| BSG Fortschritt Neustadt-Glewe   | 38.650 | 1.546                        | 15.700 | 1.208                        | 22.950 | 1.913                        |
| BSG Chemie Greppin               | 38.000 | 1.462                        | 11.000 | 0.846                        | 27.000 | 2.077                        |
| BSG Motor Wismar                 | 73.800 | 2.838                        | 47.400 | 3.646                        | 26.400 | 2.031                        |
| BSG Aufbau Großräschen           | 37.300 | 1.435                        | 11.400 | 0.877                        | 25.900 | 1.992                        |
| SG Dynamo Schwerin               | 55.500 | 2.220                        | 29.500 | 2.458                        | 26.000 | 2.000                        |

## Staffel Süd

### Abschlusstabelle
| Pl. | Mannschaft                     | Sp. | S  | U | N  | Tore    | Diff. | Punkte |
| --- | ------------------------------ | --- | -- | - | -- | ------- | ----- | ------ |
| 1.  | BSG Motor Bautzen              | 26  | 15 | 6 | 5  | 050:270 | +23   | 36:16  |
| 2.  | BSG Motor Nordhausen-West (A)  | 26  | 14 | 1 | 11 | 054:470 | +7    | 29:23  |
| 3.  | BSG Motor Steinach (N)         | 26  | 12 | 5 | 9  | 051:460 | +5    | 29:23  |
| 4.  | BSG Chemie Lauscha             | 26  | 11 | 6 | 9  | 032:370 | −5    | 28:24  |
| 5.  | BSG Motor Eisenach             | 26  | 10 | 7 | 9  | 057:460 | +11   | 27:25  |
| 6.  | BSG Aktivist Böhlen (N)        | 26  | 12 | 3 | 11 | 043:360 | +7    | 27:25  |
| 7.  | BSG Fortschritt Hartha         | 26  | 10 | 7 | 9  | 040:490 | −9    | 27:25  |
| 8.  | BSG Motor West Karl-Marx-Stadt | 26  | 11 | 4 | 11 | 055:420 | +13   | 26:26  |
| 9.  | BSG Motor Oberlind             | 26  | 10 | 5 | 11 | 055:550 | ±0    | 25:27  |
| 10. | BSG Chemie Riesa (N)           | 26  | 9  | 7 | 10 | 041:430 | −2    | 25:27  |
| 11. | BSG Motor Sömmerda (N)         | 26  | 11 | 2 | 13 | 045:470 | −2    | 24:28  |
| 12. | SC Stahl Riesa                 | 26  | 9  | 6 | 11 | 041:430 | −2    | 24:28  |
| 13. | BSG Chemie Leuna               | 26  | 9  | 6 | 11 | 038:460 | −8    | 24:28  |
| 14. | BSG Aufbau Südwest Leipzig     | 26  | 3  | 7 | 16 | 027:650 | −38   | 13:39  |

| (A) Absteiger aus der DDR-Liga 1956     |
| (N) Aufsteiger aus der Bezirksliga 1956 |

Namensänderung während der Saison
- BSG Rotation Südwest Leipzig → BSG Aufbau Südwest Leipzig

### Kreuztabelle
Die Kreuztabelle stellt die Ergebnisse aller Spiele dieser Saison dar. Die Heimmannschaft ist in der linken Spalte aufgelistet und die Gastmannschaft in der obersten Reihe.
| Staffel Süd 24. März 1957 – 23. November 1957 | Staffel Süd 24. März 1957 – 23. November 1957 | BSG Motor Bautzen | BSG Motor Nordhausen-West | BSG Motor Steinach | BSG Chemie Lauscha | BSG Motor Eisenach | BSG Aktivist Böhlen | BSG Fortschritt Hartha | BSG Motor West Karl-Marx-Stadt | BSG Motor Oberlind | BSG Chemie Riesa | BSG Motor Sömmerda | SC Stahl Riesa | BSG Chemie Leuna | BSG Aufbau Südwest Leipzig |
| --------------------------------------------- | --------------------------------------------- | ----------------- | ------------------------- | ------------------ | ------------------ | ------------------ | ------------------- | ---------------------- | ------------------------------ | ------------------ | ---------------- | ------------------ | -------------- | ---------------- | -------------------------- |
| 01.                                           | BSG Motor Bautzen                             |                   | 3:2                       | 3:1                | 1:1                | 2:0                | 3:1                 | 4:1                    | 3:0                            | 2:1                | 1:2              | 1:0                | 2:1            | 3:0              | 1:1                        |
| 02.                                           | BSG Motor Nordhausen-West                     | 1:0               |                           | 0:1                | 0:1                | 3:1                | 2:1                 | 3:4                    | 2:1                            | 4:3                | 1:0              | 2:1                | 8:0            | 1:1              | 1:0                        |
| 03.                                           | BSG Motor Steinach                            | 0:3               | 4:2                       |                    | 1:2                | 2:1                | 2:0                 | 3:0                    | 2:4                            | 2:1                | 4:3              | 3:1                | 2:2            | 2:1              | 5:0                        |
| 04.                                           | BSG Chemie Lauscha                            | 2:2               | 0:1                       | 1:1                |                    | 4:1                | 1:0                 | 1:2                    | 1:0                            | 0:1                | 1:0              | 1:0                | 1:2            | 3:2              | 1:0                        |
| 05.                                           | BSG Motor Eisenach                            | 0:3               | 2:3                       | 1:1                | 5:2                |                    | 3:1                 | 3:0                    | 3:3                            | 5:1                | 3:1              | 5:0                | 3:2            | 5:0              | 7:1                        |
| 06.                                           | BSG Aktivist Böhlen                           | 2:1               | 2:0                       | 4:0                | 5:1                | 2:2                |                     | 4:1                    | 2:3                            | 0:2                | 0:0              | 0:2                | 1:1            | 3:0              | 2:1                        |
| 07.                                           | BSG Fortschritt Hartha                        | 0:1               | 3:1                       | 3:2                | 1:1                | 1:1                | 1:3                 |                        | 1:0                            | 4:2                | 1:0              | 1:2                | 0:5            | 3:1              | 1:1                        |
| 08.                                           | BSG Motor West Karl-Marx-Stadt                | 3:1               | 4:1                       | 4:3                | 2:3                | 4:0                | 1:2                 | 4:2                    |                                | 1:1                | 5:1              | 2:3                | 0:1            | 5:1              | 4:0                        |
| 09.                                           | BSG Motor Oberlind                            | 2:2               | 6:3                       | 2:4                | 0:0                | 1:1                | 2:0                 | 1:2                    | 2:0                            |                    | 1:2              | 5:1                | 1:1            | 4:2              | 2:0                        |
| 10.                                           | BSG Chemie Riesa                              | 0:2               | 2:1                       | 2:2                | 1:1                | 5:1                | 1:2                 | 0:0                    | 1:1                            | 3:2                |                  | 2:0                | 3:2            | 6:1              | 3:1                        |
| 11.                                           | BSG Motor Sömmerda                            | 1:2               | 3:6                       | 1:1                | 2:1                | 1:2                | 3:2                 | 2:2                    | 0:1                            | 5:0                | 4:2              |                    | 1:0            | 0:2              | 7:0                        |
| 12.                                           | SC Stahl Riesa                                | 3:2               | 0:1                       | 0:1                | 1:0                | 2:1                | 0:1                 | 2:2                    | 4:2                            | 5:3                | 0:0              | 1:2                |                | 1:1              | 5:1                        |
| 13.                                           | BSG Chemie Leuna                              | 0:0               | 2:1                       | 2:0                | 5:0                | 0:0                | 2:0                 | 1:3                    | 1:1                            | 2:3                | 5:0              | 2:1                | 2:0            |                  | 2:1                        |
| 14.                                           | BSG Aufbau Südwest Leipzig                    | 2:2               | 2:4                       | 3:2                | 1:2                | 1:1                | 1:3                 | 1:1                    | 1:0                            | 4:6                | 1:1              | 1:2                | 2:0            | 0:0              |                            |

### Torschützenliste
|    | Spieler         | Mannschaft                     | Tore |
| -- | --------------- | ------------------------------ | ---- |
| 1. | Dieter Rudolph  | BSG Motor Eisenach             | 18   |
| 1. | Ralf Hübner     | BSG Motor West Karl-Marx-Stadt | 18   |
| 3. | Werner Sieder   | BSG Motor Eisenach             | 16   |
| 3. | Hasso Graf      | BSG Motor Oberlind             | 16   |
| 3. | Manfred Willing | BSG Motor Nordhausen-West      | 16   |

### Zuschauer
In 180 Spielen kamen 396.000 Zuschauer (ø 2.200 pro Spiel) in die Stadien. (2)
Größte Zuschauerkulisse
7.000 BSG Motor West Karl-Marx-Stadt – BSG Motor Nordhausen-West (1. Spieltag)
Niedrigste Zuschauerkulisse
0.300 BSG Rotation Südwest Leipzig – BSG Motor West Karl-Marx-Stadt (12. Spieltag)
| Mannschaft                     | Gesamt | {\displaystyle \varnothing } | Heim   | {\displaystyle \varnothing } | Ausw.  | {\displaystyle \varnothing } |
| ------------------------------ | ------ | ---------------------------- | ------ | ---------------------------- | ------ | ---------------------------- |
| BSG Motor Bautzen              | 92.750 | 3.710                        | 63.200 | 4.862                        | 29.550 | 2.463                        |
| BSG Motor Nordhausen-West      | 60.750 | 2.337                        | 30.000 | 2.308                        | 30.750 | 2.365                        |
| BSG Motor Steinach             | 65.200 | 2.508                        | 34.500 | 2.654                        | 30.700 | 2.362                        |
| BSG Chemie Lauscha             | 60.100 | 2.312                        | 26.800 | 2.062                        | 33.300 | 2.562                        |
| BSG Motor Eisenach             | 53.100 | 2.042                        | 28.400 | 2.185                        | 24.700 | 1.900                        |
| BSG Aktivist Böhlen            | 50.600 | 1.946                        | 21.600 | 1.662                        | 29.000 | 2.231                        |
| BSG Fortschritt Hartha         | 55.600 | 2.138                        | 26.300 | 2.023                        | 29.300 | 2.254                        |
| BSG Motor West Karl-Marx-Stadt | 65.950 | 2.537                        | 42.500 | 3.269                        | 23.450 | 1.804                        |
| BSG Motor Oberlind             | 47.700 | 1.908                        | 18.900 | 1.454                        | 28.800 | 2.400                        |
| BSG Chemie Riesa               | 58.950 | 2.267                        | 30.200 | 2.323                        | 28.750 | 2.212                        |
| BSG Motor Sömmerda             | 44.450 | 1.778                        | 16.900 | 1.408                        | 27.550 | 2.119                        |
| SC Stahl Riesa                 | 57.650 | 2.217                        | 30.500 | 2.346                        | 27.150 | 2.088                        |
| BSG Chemie Leuna               | 40.300 | 1.550                        | 11.500 | 0.885                        | 25.900 | 1.992                        |
| BSG Aufbau Südwest Leipzig     | 38.900 | 1.556                        | 14.700 | 1.225                        | 24.200 | 1.862                        |

## Entscheidungsspiele zum Verbleib in der II. DDR-Liga
Die beiden Tabellendreizehnten ermittelten den letzten Teilnehmer für die Folgesaison der II. DDR-Liga.
| Datum                | 13. Staffel Nord       | Gesamt | 13. Staffel Süd  | Hinspiel    | Rückspiel     |
| -------------------- | ---------------------- | ------ | ---------------- | ----------- | ------------- |
| So 8.12. / So 15.12. | BSG Aufbau Großräschen | 1:3    | BSG Chemie Leuna | 1:2 Z.: 850 | 0:1 Z.: 1.000 |

## Aufsteiger
| 1. Nord                     | SG Dynamo Eisleben |
| Logo der SG Dynamo Eisleben | Heinz Herfurth (22 Spiele / Tore –) in der II. DDR-Liga Horst Veith (26/1), Heinz Günther (22/–), Gerhard Schreiber (12/–) Otto Matthe (25/–), Rudolf May (25/1) Klaus Bauerfeld (20/3), Paul Tretschok (13/10), Jürgen Schülbe (24/14), Rolf Schütze (25/4), Rudolf Gebhardt (25/16) Trainer: Berthold Viertel                                     |
| Logo der SG Dynamo Eisleben | außerdem: Klein (Tor 3/–), Becker (Tor 1/–), Schwarz (Tor 1/–); Erich Meißner (5/–); Eberhard Fiebrig (12/1), Günter Hauke (9/1); Gerhard Leschek (18/4), Siegfried Hentschel (16/2), Egon Kröger (2/–) dazu je ein Eigentor von Bludowski (BSG Fortschritt Neustadt-Glewe), Arno Schulz (TSC Oberschöneweide) und Thiessenhusen (BSG Motor Wismar) |

| 1. Süd                     | BSG Motor Bautzen |
| Logo der BSG Motor Bautzen | Manfred Lehmann (23 Spiele / Tore –) in der II. DDR-Liga Jürgen Kraut (23/–), Manfred Heldner (25/–), Günter Blümel (24/9) Manfred Hartstein (25/–), Gabriel Schuhmacher (21/–) Horst Pfanne (19/1), Hans Knauerhase (25/13), Hans Böhme (23/15), Siegmar Blümel (23/6), Manfred Köhler (25/2) Trainer: Heinz Werner Die Aufstellung und die beiden Torschützen aus dem Spiel bei Motor Sömmerda (3. Spieltag) fehlen. |
| Logo der BSG Motor Bautzen | außerdem: Lothar Blümel (9/–), Jakob (1/–); Gottfried Janecek (8/–), Rauthe (1/–); Dietmar Wünsche (13/1) dazu ein Eigentor von Horst Kuntze (BSG Motor Nordhausen-West) (3) Verteidiger Günter Blümel kam zweimal als Torwart zum Einsatz. |